# 8534 Кнутссон
8534 Кнутссон (8534 Knutsson) — астероїд головного поясу, відкритий 17 березня 1993 року.
Тіссеранів параметр щодо Юпітера — 3,291.